# Isidro Flores
Isidro Flores López (El Casar de Talavera, Talavera de la Reina, 1946) es un político y maestro español, alcalde de Talavera de la Reina entre 1992 y 1995. Fue diputado en la iv legislatura de las Cortes Generales.

## Biografía

### Primeros años
Nacido en El Casar de Talavera, en el verano de 1946, en el seno de una familia de agricultores. Con estudios de magisterio impartió docencia en Villafranca de los Caballeros, Parrillas y Talavera de la Reina. Flores, que se afilió al Partido Socialista Obrero Español (PSOE) en junio de 1976, fue concejal del Ayuntamiento de Parrillas y diputado provincial.

### Diputado y alcalde
Después de su paso por el consistorio de Parrillas fue elegido concejal del Ayuntamiento de Talavera de la Reina. Fue diputado nacional por Toledo en la iv legislatura del Congreso de los Diputados (1989-1993). En 1992, en el contexto de una situación convulsa dentro de la agrupación socialista local, y después de la dimisión forzada de Javier Corrochano como alcalde de Talavera, Flores sucedió a este último en el cargo en julio de 1992. Después de las elecciones de 1995 pasó a la oposición.

### Fundación de COTA

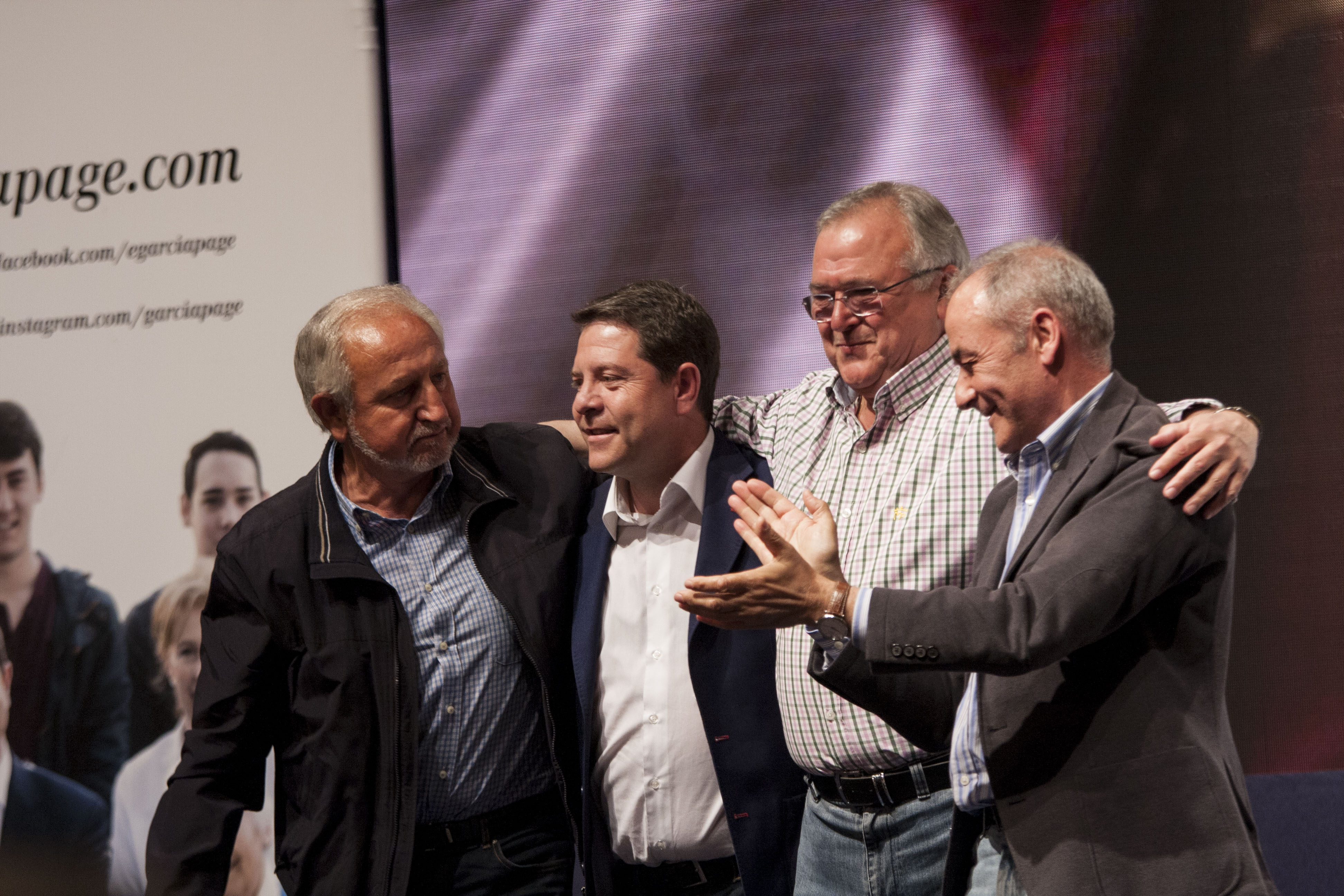
Junto a Emiliano García-Page, y a los también exalcaldes Corrochano y Rivas en 2015

Crítico con la dirección socialista a nivel local, en 2011 impulsó la formación de un nuevo partido, Coalición por Talavera (COTA), lo que le acarreó su expulsión del PSOE. No obstante, uno de sus hijos, Luis Manuel, se convirtió en concejal del consistorio por el PSOE en 2012. En 2016 solicitó su reingreso en el PSOE.